# تاكورو نيشيمورا
تاكورو نيشيمورا (باليابانية: 西村 卓朗) (15 أغسطس 1977 في طوكيو في اليابان – )؛ هو لاعب كرة قدم ياباني سابق كان يلعب كمدافع.

## وصلات خارجية
- تاكورو نيشيمورا على موقع رابطة كرة القدم اليابانية للمحترفين (اليابانية)
- تاكورو نيشيمورا على موقع قاعدة بيانات كرة القدم.إي يو (الإنجليزية)
- تاكورو نيشيمورا على موقع Soccerway.com (الإنجليزية)
- تاكورو نيشيمورا على موقع عالم كرة القدم.نت (الإنجليزية)